# Тирар, Арман
Арман Анри Жюльен Тирар (фр. Armand Henri Julien Thirard, 25 октября 1899, Нант, Франция — 21 ноября 1975, Коломб, Франция) — французский кинооператор.

## Биография
После Первой мировой войны, с 1918 года Арман Тирар работал в театре художником, режиссёром и актером. В 1925 году он начал операторскую карьеру сначала как ассистент оператора, а с 1926 года как самостоятельный оператор.
Арман Тирар работал со многими известными французскими кинорежиссёрами, в частности в Анри-Жоржем Клузо — «Убийца живёт в доме … № 21» (1942), «Набережная Орфевр» (1947), «Манон» (1948), «Плата за страх» (1953), «Дьявольские души» (1954, с Р. Жуйяром), «Истина» (1960); Рене Клером — «Молчание — золото» (1947), «Ночные красавицы» (1952); Кристиан-Жаком — «Если ребята всего мира» (1955), «Бабетта идет на войну» (1959); Роже Вадимом — «И Бог создал женщину» (1956), «Замок в Швеции» (1963). Среди фильмов, снятых Тирару в 1960-х годах: «Три мушкетера» (1961), «Ловушка для Золушки» (1965), «Мозг» (с В. Ивановым) и «Битва под Сан-Себастьяном».
Тирар отличался особой любовью к марихуане.

## Фильмография
- 1926: Замужество барышни Бельман / Le mariage de Mademoiselle Beulemans
- 1926: Кнок, или Торжество медицины / Knock, ou le triomphe de la médecine
- 1927: Агония Иерусалима / L’agonie de Jérusalem
- 1927: Цветок любви / Fleur d’amour
- 1927: Тайна Эйфелевой башни / Le mystère de la tour Eiffel
- 1928: Воды Нила / L’eau du Nil
- 1929: Матушка Колибри / Maman Colibri
- 1930: Удивительное жизни Весы Мартен / La vie miraculeuse de Thérèse Martin
- 1930: Дамское счастье / Au bonheur des dames
- 1931: Давид Гольдер / David Golder
- 1931: Бал / Le bal
- 1931: Пять проклятых джентльменов / Les cinq gentlemen maudits
- 1932: Рыжий / Poil de carotte
- 1933: Голова человека / La tête d’un homme
- 1933: Маленький король / Le petit roi
- 1934: Пакебот «Тенасити» (/ Le paquebot Tenacity
- 1934: Авантюрист / L’aventurier
- 1935: Черные глаза / Les yeux noirs
- 1935: Экипаж / L'équipage
- 1935: Ребёнок эскадрона / Le bébé de l’escadron
- 1935: Бурлаки на Волге / Les bateliers de la Volga
- 1936: Парижская жизнь / La vie parisienne
- 1936: Майерлинг /  Mayerling
- 1936: Страх / La peur
- 1936: Привередливые любовники / Les amants terribles
- 1936: Двери пространства / La porte du large
- 1936: Брайтонские близнецы / Les jumeaux de Brighton
- 1936: С улыбкой / Avec le sourire
- 1936: Огненные ночи / Nuits de feu
- 1937: Крепость тишины / La citadelle du silence
- 1937: Пиковая дама / La dame de pique
- 1937: Простак / Gribouille
- 1938: Буря / Orage
- 1938: Патриот / Le patriote
- 1938: Высота 3,200 / Altitude 3.200
- 1938: Трикош и Каколе / Tricoche et Cacolet
- 1938: Северный отель / Hôtel du Nord
- 1939: Конец дня / La fin du jour
- 1939: Северная традиция (/ La tradition de minuit
- 1939: Гоп-стоп / Fric-Frac
- 1941: Коварный лис / Volpone
- 1941: Убийство Деда Мороза / L’assassinat du Père Noël
- 1941: Не двигаться / Ne bougez plus
- 1941: Грехи молодости / Péchés de jeunesse
- 1941: Буксиры / Remorques
- 1942: Фантастическая симфония / La symphonie fantastique
- 1942: Убийца живёт в доме … № 21 / L’assassin habite … au 21
- 1942: Простак / Simplet
- 1943: Рука дьявола / La main du diable
- 1943: Дамское счастье / Au bonheur des dames
- 1943: Волчья ферма / La ferme aux loups
- 1943: Адриан / Adrien
- 1944: Сумасшедшая Флоранс / Florence est folle
- 1945: Роже-Позор / Roger la Honte
- 1946: Дочь дьявола / La fille du diable
- 1946: Пасторальная симфония / La symphonie pastorale
- 1946: Встреча в Париже / Rendez-vous à Paris
- 1947: Молчание — золото / Le silence est d’or
- 1947: Набережная Орфевр / Quai des Orfèvres
- 1948: После любви / Après l’amour
- 1949: Манон / Manon
- 1951: Париж, который всегда поет / Paris chante toujours!
- 1952: Ночные красавицы / Les belles de nuit
- 1953: Плата за страх / Le salaire de la peur
- 1953: Враг общества № 1 / L’ennemi public n ° 1
- 1953: Акт любви / Un acte d’amour
- 1954: Мамзель Нитуш / Mam’zelle Nitouche
- 1954: Такие разные судьбы / Le mouton à cinq pattes
- 1954: Семейная сцена / Scènes de ménage
- 1954: Дьяволицы / Les diaboliques
- 1955: Весна, осень и любовь / Le printemps, l’automne et l’amour
- 1955: Парижские девушки / Mademoiselle de Paris
- 1956: Если парни всего мира... / Si tous les gars du monde …
- 1956: Время убийц / Voici le temps des assassins …
- 1956: И Бог создал женщину / Et Dieu … créa la femme
- 1957: Большой обман / Le grand bluff
- 1957: Кто знает … / Sait-on jamais …
- 1957: Осталось жить три дня / Trois jours à vivre
- 1958: Ювелиры лунного света / Les bijoutiers du clair de lune
- 1958: Любые красивой и молчи / Sois belle et tais-toi
- 1958: Дочь Гамбурга / La fille de Hambourg
- 1959: Порывы ветра / Le vent se lève
- 1959: Бабетта идет на войну / Babette s’en va-t-en guerre
- 1960: регаты в Сан-Франциско / Les régates de San Francisco
- 1960: 7 дней. 7 ночей (Модерато кантабиле) / Moderato cantabile
- 1960: Истина / La vérité
- 1961: Любите ли вы Брамса? / Goodbye Again
- 1961: Три мушкетёра / Les Trois Mousquetaires
- 1961: Лжецы / Les menteurs
- 1962: Парижанки / Les Parisiennes
- 1962: Дамский угодник / Lemmy pour les dames
- 1962: Отдых воина / Le repos du guerrier
- 1962: Четыре истины / Les quatre vérités
- 1963: Весомые доказательства / Les Bonnes causes
- 1963: Замок в Швеции / Château en Suède
- 1964: Потасовка среди вдов / Du grabuge chez les veuves
- 1965: Котята / Les petits chats
- 1965: Сказочная приключение Марко Поло / La fabuleuse aventure de Marco Polo
- 1965: Ловушка для Золушки / Piège pour Cendrillon
- 1966: Чёрное солнце / Soleil noir
- 1967: Реквием Джузеппе Верди / Messa da Requiem von Giuseppe Verdi, телевизионный
- 1968: Битва в Сан-Себастьяне / La bataille de San Sebastian

## Ссылка
- Тирар, Арман (англ.) на сайте Internet Movie Database